# Noel Van Horn
Noel van Horn, född 6 juli 1968 i San Francisco, är en amerikansk serieskapare, främst känd för sina Disneyserier. Han tecknar mest Musse Pigg-serier, och hans serier publiceras bland annat i Kalle Anka & C:o.

## Biografi
Noel van Horn är son till den amerikanska Kalle Anka-tecknaren William Van Horn. Modern är från Kanada. 1980 flyttade familjen till Vancouver. 
Han är utbildad vid Emily Carr College of Art and Design i Vancouver. 

## Tecknarstil
Noel van Horn tecknar främst figurer från Musse Piggs universum. Hans tecknarstil liknar hans fars.